# Гульбище (заказник)
Гу́льбище — ботанічний заказник місцевого значення в Черкаському районі Черкаської області.
Розташовано в кв. 33, 39 Креселецького лісництва Кам'янського лісового господарства. Створено рішенням Черкаської обласної ради від 22.12.2017 р. №19-23/VII.
На ділянці розташований один з локусів рідкісного виду рослин підсніжника складчастого (Galantus plicatus Bieb.). Вид має високий созологічний статус: занесений до Червоної книги України (статус — вразливий) та Червоного списку МСОП (статус — least concern).